# Жгув (Великопольське воєводство)
Жгув (пол. Rzgów) — село в Польщі, у гміні Жгув Конінського повіту Великопольського воєводства.
Населення — 657 осіб (2011).
У 1975-1998 роках село належало до Конінського воєводства.

## Демографія
Демографічна структура станом на 31 березня 2011 року:
|          | Загалом | Допрацездатний вік | Працездатний вік | Постпрацездатний вік |
| -------- | ------- | ------------------ | ---------------- | -------------------- |
| Чоловіки | 321     | 71                 | 221              | 29                   |
| Жінки    | 336     | 58                 | 207              | 71                   |
| Разом    | 657     | 129                | 428              | 100                  |